# Flitwick
Flitwick – miasto i civil parish w Wielkiej Brytanii, Anglii, w hrabstwie Bedfordshire, w dystrykcie (unitary authority) Central Bedfordshire. W 2011 roku civil parish liczyła 12 998 mieszkańców. Flitwick jest wspomniana w Domesday Book (1086) jako Flicteuuiche.